# Carolina Sotomayor
María Carolina Sotomayor Besa es una pintora, comediante y cantante chilena. Fue la vocalista de la banda de fusión Elso Tumbay, ha participado en varios programas de televisión con su personaje Anita María Santamaría, y actualmente se dedica a realizar exposiciones de pintura en diferentes ciudades de su país natal.

## Biografía
Tiene tres hermanos y estudió Arte durante dos años en la Universidad Finis Terrae.

## Carrera musical

### Elso Tumbay
Desde el año 1996, Sotomayor fue la vocalista de la banda de fusión Elso Tumbay, junto con Ignacio Farías, Eduardo Lira, Cristián Schmidt y Diego Fontecilla. El primer álbum de la banda, Elso Tumbay, fue lanzado en 1997 e incluye los sencillos promocionales «Aire», «Lucho Estrujo» y «Subí», los cuales aparecieron durante ese año en MTV y Rock & Pop. Promocionaron su disco en distintos programas musicales y recorrieron la zona sur de Chile con 28 shows en un mes.
En 2005, la banda lanzó su segundo álbum, Niño Planta y en 2007 lanzaron su última producción titulada Arbólica.
Sus compañeros han comentado que Sotomayor practicaba sus personajes de comedia entre los ensayos de la banda y que iba a los canales de televisión para que quien quisiera verla los contemplara.

#### Discografía[4]
- 1997 - Elso Tumbay
- 2004 - Niño Planta
- 2008 - Arbólica
- 2010 - Antologías 1997-2009

## Carrera en televisión
Carolina Sotomayor ha tenido apariciones esporádicas en varios programas de televisión, en los cuales ha sacado a relucir principalmente su faceta de comediante.
| Programa             | Canal    | Año       | Rol                                              |
| -------------------- | -------- | --------- | ------------------------------------------------ |
| Venga conmigo        | Canal 13 | 2001      | Anita María Santamaría                           |
| Morandé con compañía | Mega     | 2001-2003 | Comediante                                       |
| Sábado gigante       | Canal 13 | 2004      | Anita María Santamaría                           |
| Jappening con ja     | Mega     | 2004      | Comediante                                       |
| SCA                  | Vía X    | 2006-2007 | Comediante de stand up comedy Actriz en sketches |
| Pelotón              | TVN      | 2009      | Participante ("Recluta")                         |
| Chilezonkerz         | UCV      | 2012      | Comediante                                       |
| Mi nombre es VIP     | Canal 13 | 2013      | Imitadora de Janis Joplin                        |

## Carrera como pintora

### Valparaíso en el suelo
Sotomayor pintaba desde muy pequeña, aunque fue poco antes del gran Incendio de Valparaíso cuando decidió dedicarse de lleno a la pintura. Tras soñar con la catástrofe y no saber cómo expresarla, descolgó una pancarta política de PVC y comenzó a pintar, siguiendo una técnica cargada de colores y formas geométricas, hasta lograr una vista aérea de la ciudad. Tras pintar cuarenta cuadros, la Municipalidad de Valparaíso le permitió realizar una exposición pública.
"Valparaíso en el suelo" se realizó en abril de 2014 en la Plaza Sotomayor, poco después del gran incendio de Valparaíso. Sus cuadros estaban dispersos en el suelo, mientras dos camiones de bomberos le lanzaban chorros de agua y ella repetía que eran "resistentes a todo: ríos, nieve, hielo, desiertos, barro”. Un triciclo que rescató del incendio y que intervino siguiendo el mismo estilo de sus pinturas también formaba parte de la exposición. Sotomayor buscaba concientizar sobre el cuidado del medio ambiente, la reforestación y la protección de los animales.

### Exposición Submarina Mundial
En 2015, Sotomayor llevó a cabo la Exposición Submarina Mundial, en la que desplegó sobre las aguas de Magallanes cuarenta de sus pinturas de la serie "Valparaíso en el suelo" suspendidas por una cuerda que las unía. La exposición coincidía con la celebración de los 495 años de la Circunnavegación de Fernando de Magallanes, se realizó en el contexto del IV Encuentro de Ciudades Magallánicas y fue presenciada por representantes de Portugal, España, Argentina y Chile. Sotomayor buscaba entregar un "mensaje sobre la importancia del cuidado del planeta, y mostrar lo pequeños que somos en tanta inmensidad".

### "Mar y tierra"
Entre julio y septiembre de 2017, Sotomayor realizó la exposición "Mar y Tierra" en el Centro Cultural Teatro Serrano. La exposición consistió en sesenta cuadros de su colección "Valparaíso en el suelo" y contó con el apoyo de la Ilustre Municipalidad de Melipilla.